# Washington Week
Washington Week é um programa de notícias exibido pela PBS. Foi transmitido pela primeira vez em 23 de fevereiro de 1967, na National Educational Television.